# Municipio de Avon (condado de Coffey)
El municipio de Avon (en inglés: Avon Township) es un municipio ubicado en el condado de Coffey en el estado estadounidense de Kansas. En el año 2010 tenía una población de 180 habitantes y una densidad poblacional de 2,24 personas por km².

## Geografía
El municipio de Avon se encuentra ubicado en las coordenadas 38°9′44″N 95°35′15″O / 38.16222, -95.58750. Según la Oficina del Censo de los Estados Unidos, el municipio tiene una superficie total de 80.44 km², de la cual 79,91 km² corresponden a tierra firme y (0,66 %) 0,53 km² es agua.

## Demografía
Según el censo de 2010, había 180 personas residiendo en el municipio de Avon. La densidad de población era de 2,24 hab./km². De los 180 habitantes, el municipio de Avon estaba compuesto por el 98,89 % blancos y el 1,11 % eran de una mezcla de razas. Del total de la población el 0,56 % eran hispanos o latinos de cualquier raza.